# Chiesa di Sant'Antonio (Modugno)
La chiesa di Sant'Antonio è un luogo di culto di Modugno (BA) situato in via Corsica.

## Storia
La piccola chiesa è stata costruita nel 1376 da un'iniziativa di Pietro Giovanni De Chirico che la dedicò a Sant'Antonio di Vienne, protettore degli ammalati del cosiddetto "fuoco di Sant'Antonio". Dal 1464 la chiesa passò ad altre famiglie fino al 1911 quando fu donata al capitolo arcivescovile di Bari. Da quel momento è sede della Pia Associazione del Sacro Cuore di Sant'Antonio, dedicata a Sant'Antonio da Padova. Questa confraternita è stata creata nel 1911 dal canonico Lorenzo Binetti come una Pia Associazione di donne. Nelle processioni e nelle cerimonie, i componenti della Confraternita di Sant'Antonio indossano un saio marrone con codone e un nastro marrone e azzurro con l'immagine del Santo.

## Descrizione
La chiesa presenta la classica struttura della chiesa bizantina, con ingresso orientato ad est. La costruzione è posizionata in maniera simmetrica rispetto alla chiesetta di San Giovanni Battista. Forse era al di fuori delle mura trecentesche. La chiesa è contraddistinta da un piccolo campanile a vela del Seicento. L'interno è un'unica stanza con volta a botte e conserva poco dell'aspetto originario.